# Becudet gris
El becudet gris (Macrosphenus concolor) és un ocell de la família dels macrosfènids (Macrosphenidae).

## Hàbitat i distribució
Habita el bosc obert i vegetació secundària del sud-est de Guinea, Sierra Leone, Libèria, Costa d'Ivori, Ghana, Togo, Benín, Nigèria, illes del golf de Guinea i sud del Camerun, sud-oest de la República Centreafricana, nord i nord-est de la República Democràtica del Congo i Uganda, cap al sud a Guinea Equatorial, el Gabon, Congo i sud-oest, sud i est de la República Democràtica del Congo.